# Xiaotian (köpinghuvudort i Kina, Jiangxi Sheng, lat 27,04, long 116,09)
Xiaotian är en köpinghuvudort i Kina. Den ligger i provinsen Jiangxi, i den sydöstra delen av landet, omkring 180 kilometer söder om provinshuvudstaden Nanchang. Antalet invånare är 9 733. Befolkningen består av 4 656 kvinnor och 5 077 män. Barn under 15 år utgör 22,0 %, vuxna 15-64 år 70 %, och äldre över 65 år 6,0 %.
Runt Xiaotian är det ganska tätbefolkat, med 149 invånare per kvadratkilometer. Närmaste större samhälle är Dongshao, 14,3 km sydväst om Xiaotian. I omgivningarna runt Xiaotian växer i huvudsak blandskog.
Genomsnittlig årsnederbörd är 2 261 millimeter. Den regnigaste månaden är maj, med i genomsnitt 345 mm nederbörd, och den torraste är oktober, med 22 mm nederbörd.